# Varetz
Varetz is een gemeente in het Franse departement Corrèze (regio Nouvelle-Aquitaine). De plaats maakt deel uit van het arrondissement Brive-la-Gaillarde. Varetz telde op 1 januari 2022 2.436 inwoners.

## Geografie
De oppervlakte van Varetz bedroeg op 1 januari 2022 20,38 vierkante kilometer; de bevolkingsdichtheid was toen 119,5 inwoners per km².
De onderstaande kaart toont de ligging van Varetz met de belangrijkste infrastructuur en aangrenzende gemeenten.

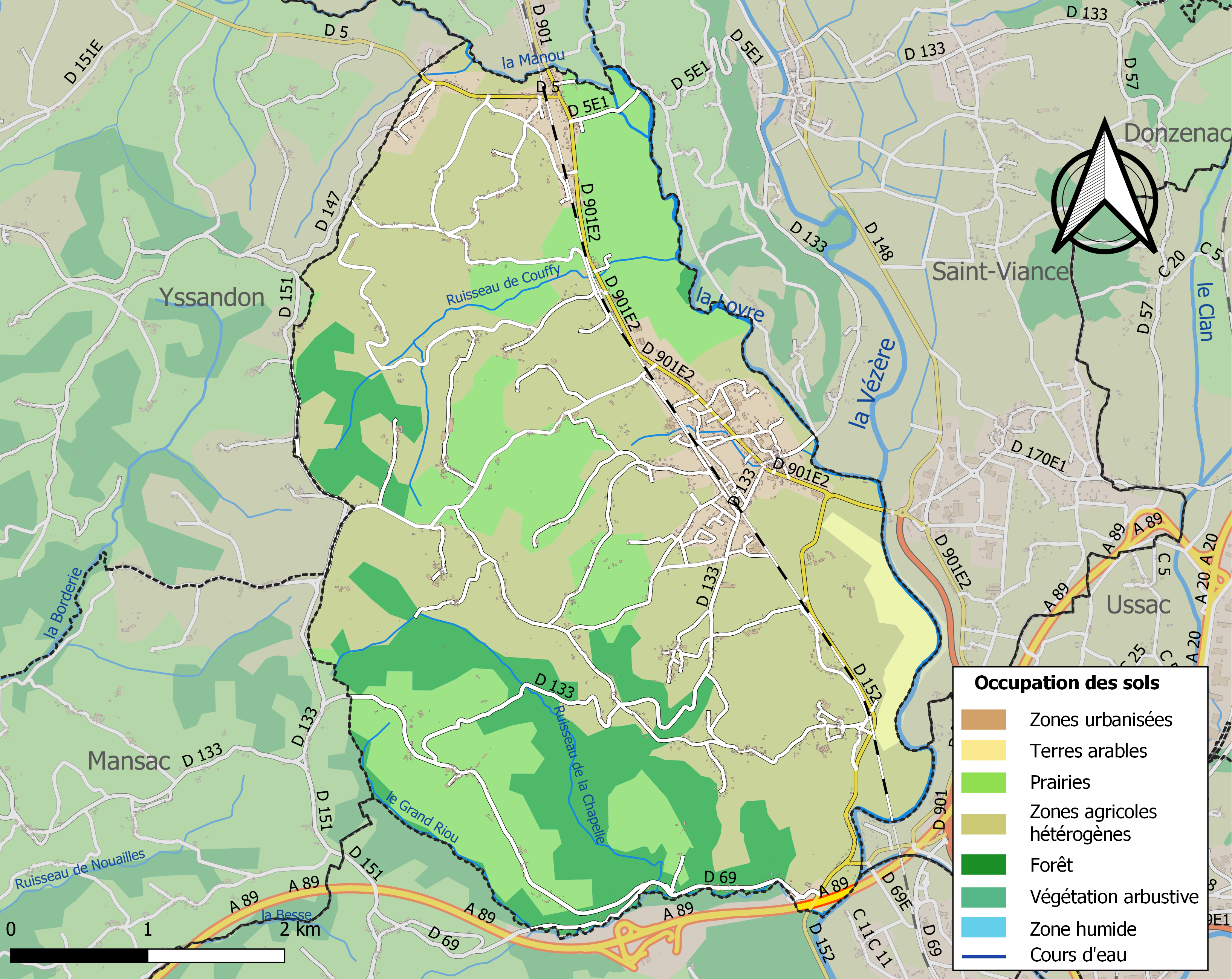

## Demografie
Onderstaande figuur toont het verloop van het inwonertal (bron: INSEE-tellingen).